# Plautdietsch
El plautdietsch o baix alemany mennonita és un dialecte del baix alemany (a vegades considerat llengua) parlat pels mennonites. Té el seu origen a la Prússia Reial (territori al delta del Vístula, actualment Polònia, situat a l'oest de l'antiga Prússia oriental), on emigraren força mennonites dels Països Baixos i del nord d'Alemanya a partir del segle xvi. El segle xviii, aquesta regió va convertir-se en una regió del Regne de Prússia, i molts mennonites van emigrar cap a Nord-amèrica (Canadà, Estats Units i Mèxic) i al Paraguai.
Avui dia, el plautdietsch es parla al Paraguai, a l'Uruguai, a Mèxic (principalment als estats de Chihuahua i Durango), a Ucraïna, a Alemanya, al Canadà (principalment a les províncies de Manitoba i Saskatchewan), al Brasil, a Belize i als Estats Units.

## Mostra
La taula següent mostra el parenostre en baix alemany mennonita, així com les versions neerlandesa i en baix alemany (plattdüütsche), variants dialectals que hi són properes.